# Ibrahim El-Masry
Ibrahim Al Masry (arabe : إبراهيم المصري) (né le 19 août 1971 à Port-Saïd en Égypte) est un joueur de football international égyptien, qui évoluait au poste de milieu de terrain.

## Biographie

### Carrière en club
Il joue presque toute sa carrière dans le club Port-Saïdien d'Al-Masry, entre 1989 et 2003, Al-Masry étant son club formateur (de 1983 à 1988).
Pour la dernière année de sa carrière, il part à l'Al Nasr Salalah et prend sa retraite en 2004.

### Carrière en sélection
Il est également international égyptien. Il joue pour les espoirs entre 1991 et 1994. Il joue ensuite avec l'équipe A entre 1992 et 1996. 
Il participe notamment participé à la Coupe du monde de football des moins de 20 ans 1991, Jeux olympiques d'été de 1992, Coupe d'Afrique des nations de football 1994, Coupe d'Afrique des nations de football 1996.

## Palmarès
- Coupe arabe de football avec l'Égypte (1992)
- Coupe de la confédération égyptienne avec Al-Masry (1992)
- Coupe d'Égypte de football avec Al-Masry (1998)
- Championnat d'Oman de football avec Al Nasr Salalah (2004)